# رانغسان فيفاتشايتشوك
رانغسان فيفاتشايتشوك (بالتايلندية: รังสรรค์ วิวัฒน์ชัยโชค)‏ (22 يناير 1979 ببانكوك في تايلاند - ) هو لاعب كرة قدم تايلندي في مركز الدفاع. شارك مع منتخب تايلاند لكرة القدم. أما مع النوادي، فقد لعب مع نادي بوريرام يونايتد ونادي بوليس تيرو ونادي غيلانغ إنترناشونال وBangkok Bank F.C. ‏ وKrung Thai Bank F.C. ‏ وThailand Tobacco Monopoly F.C. ‏ ونادي باثوم يونايتد وSuphanburi F.C. ‏.

## وصلات خارجية
- رانغسان فيفاتشايتشوك على موقع قاعدة بيانات كرة القدم.إي يو (الإنجليزية)
- رانغسان فيفاتشايتشوك على موقع ناشيونال فوتبول تيمز (الإنجليزية)
- رانغسان فيفاتشايتشوك على موقع Soccerway.com (الإنجليزية)
- رانغسان فيفاتشايتشوك على موقع عالم كرة القدم.نت (الإنجليزية)